# Batalla de Mutina
La batalla de Mutina es va lliurar l'any 193 aC, prop de la ciutat de Mutina, entre la República Romana i la tribu dels bois. L'exèrcit romà va guanyar la batalla amb unes grans pèrdues.
L'any 193 van ser elegits cònsols Quint Minuci Terme i Luci Corneli Mèrula. Mentre Minuci Terme lluitava contra una insurrecció a la Ligúria Corneli Mèrula va travessar-la per atacar les terres dels bois. Mèrula buscava un enfrontament directe, però els celtes es van retirar, i el cònsol va ordenar el saqueig de les seves poblacions. Els bois no van actuar, esperant l'oportunitat. Quan Corneli Mèrula va creure que havia pacificat el país va ordenar a les legions que es reagrupessin i marxessin cap a Mutina, sense prendre grans precaucions. Els bois l'anaven seguint, buscant el lloc adient per una emboscada. Per fi, una nit es van avançar a l'exèrcit i van ocupar un congost que els romans havien de travessar el dia següent.
Els romans van advertir el moviment dels celtes i el cònsol va ordenar augmentar la vigilància del campament per evitar un atac per sorpresa. Quan va sortir el sol va enviar un contingent de cavalleria a explorar el camí. Va saber la posició de l'enemic i va ordenar que els bagatges es traslladessin a la rereguarda vigilats pels triaris i va avançar en formació de batalla. Els bois van veure que els havien descobert i que haurien d'enfrontar-se a l'exèrcit.
El cos d'elit dels socii itàlics i l'ala esquerra de les tropes auxiliars es van situar a primera línia, sota la direcció dels legats i ex-cònsols Marc Claudi Marcel i Tiberi Semproni Llong. Corneli Mèrula va formar una segona línia amb les legions per dirigir l'atac decisiu, i la cavalleria estava al càrrec dels tribuns militars Publi i Quint Minuci, que van decidir portar-la a un lloc obert on van esperar l'ordre de carregar contra l'enemic.
Mentrestant un missatger va advertir a Tiberi Semproni Llong que els socii es veien desbordats pels bois i n'havien mort molts, i els supervivents esperaven reforços, i demanava que avancés una legió. La II legió va avançar i l'ala esquerra va ser auxiliada per l'ala dreta, per seguir el combat. La calor cansava els celtes, però es recolzaven els uns als altres amb els escuts i van poder rebutjar l'atac romà.
Luci Corneli Mèrula va ordenar al comandant de la cavalleria auxiliar, Gai Livi Salinàtor que carregués conra els bois a tota velocitat recolzat per la cavalleria romana, cosa que va causar el caos entre les files dels bois, que van es començar a retirar i a dispersar. Els caps dels celtes, per evitar-ho colpejaven als fugitius per fer-los retrocedir en ordre, però ho va veure la cavalleria i va impedir el reagrupament. Corneli Mèrula va veure que si aconseguia que l'enemic es mantingués desorganitzat i aterrit, tenia la victòria a les seves mans. Va començar llavors l'avenç de les legions. Els legionaris van aconseguir que els bois es dispersessin i van resultar preses fàcils per la cavalleria romana.

## Conseqüències
Els bois van patir 14.000 baixes, es van capturar 1.092 soldats, 721 cavallers, 3 generals, 212 insígnies i 73 carros. La victòria també va costar cara als romans, que van perdre més de 5.000 soldats entre romans i aliats, 23 centurions, 4 comandants dels aliats i els tribuns de la II legió Marc Genuci i Quint i Marc Marci.
Els dos cònsols van escriure a Roma de manera quasi simultània. L'un anunciava la victòria sobre els lígurs i l'altre sobre els bois. Quint Minuci havia de presidir l'elecció dels nous cònsols, però la situació a la Ligúria era inestable i no va voler deixar el territori. El senat va cridar a Corneli Mèrula per presidir els comicis, però el cònsol va dir que ell no n'era l'elegit per dur a terme aquella qüestió. El senat va contestar que havia d'anar immediatament a Roma o seria destituït i s'instauraria un Interregne. El cònsol va decidir anar a Roma.
Al senat romà es va discutir l'informe que Corneli Mèrula els havia enviat, ja que el legat Marc Claudi Marcel havia enviat diverses cartes a alguns senadors on deia que el cònsol només havia vençut pel valor dels seus soldats, i que van patir greus pèrdues per una mala direcció, deixant a més escapar els bois quan haurien pogut destruir-los sense dificultat. Deia que Mèrula havia trigat molt en fer intervenir les legions de reserva i va impedir durant un temps que la cavalleria perseguís als vençuts.
Quan Mèrula va tornar a Roma deixant a Marc Claudi Marcel, el legat, al front de les tropes. Va fer un discurs al senat explicant com va realitzar la campanya i com va vèncer els enemics. Va exigir que se li concedís un triomf per la victòria. Però el magistrat Quint Cecili Metel va presentar una moció perquè el que explicava Mèrula era contradictori amb el que havia dit Marc Claudi Marcel, i explicava que el senat no va prendre cap decisió davant les contradiccions esperant que Mèrula i Marcel s'expliquessin en públic. Però Corneli Mèrula havia deixat a Marcel al front de les tropes, per evitar aquest encontre. El senat va dir que l'altre legat, Tiberi Semproni Llong, tenia un imperium al seu cursus honorum i, per tant, era de rang superior, cosa que l'hauria obligat a ser ell el que es quedés amb les legions. Per això Cecili Metel negava qualsevol recompensa, i quan al final, en una votació el senat li va concedir el triomf, els tribuns de la plebs ho van vetar.